# Sopiko Zizkischwili
Sopiko Zizkischwili (georgisch სოფიკო ციცქიშვილი, englische Transkription: Sopiko Tsitskishvili; * 18. September 2000) ist eine georgische Tennisspielerin.

## Karriere
Zizkischwili begann mit zehn Jahren das Tennisspielen und ihr bevorzugter Belag ist der Sandplatz. Sie spielt vorrangig auf der ITF Women’s World Tennis Tour, wo sie bislang aber noch keinen Titel gewinnen konnte.